# Stadhuis van Pretoria

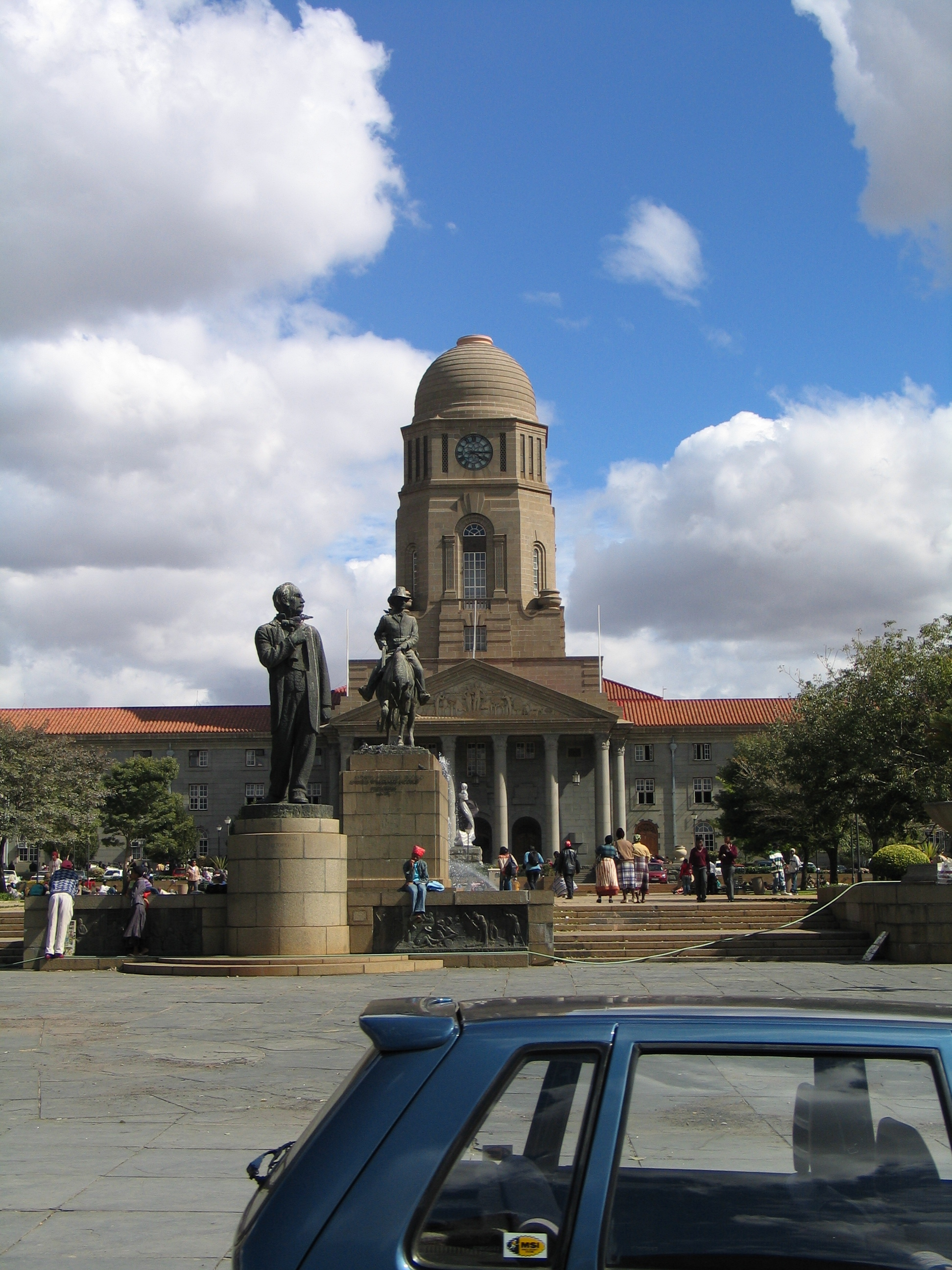
Stadhuis van Pretoria

Het Stadhuis van Pretoria (Afrikaans: Stadsaal van Pretoria) is het voormalige stadhuis van Pretoria. De bouw van het stadhuis begon in 1931 en het gebouw werd in 1935 ingewijd. Het stadhuis is gelegen in het centrum van Pretoria aan de Paul Krugerstraat, ten zuiden van het Kerkplein en recht tegenover het Ditsong Nationaal Natuurhistorisch Museum.
Bij de opheffing van de stadsraad van Pretoria op 5 december 2000 en de samenvoeging tot de grootstedelijke gemeente Tshwane verliet het openbare stadsbestuur het stadhuis.
Het Pretoriusvierkant ligt voor het gebouw en bestaat uit een fontein en een goed onderhouden tuin. In deze tuin staan de volgende standbeelden:
- Marthinus Wessel Pretorius (staand)
- Andries Pretorius (ruiterbeeld)
- Hoofdman Tshwane